# Baldo Angelo Abati

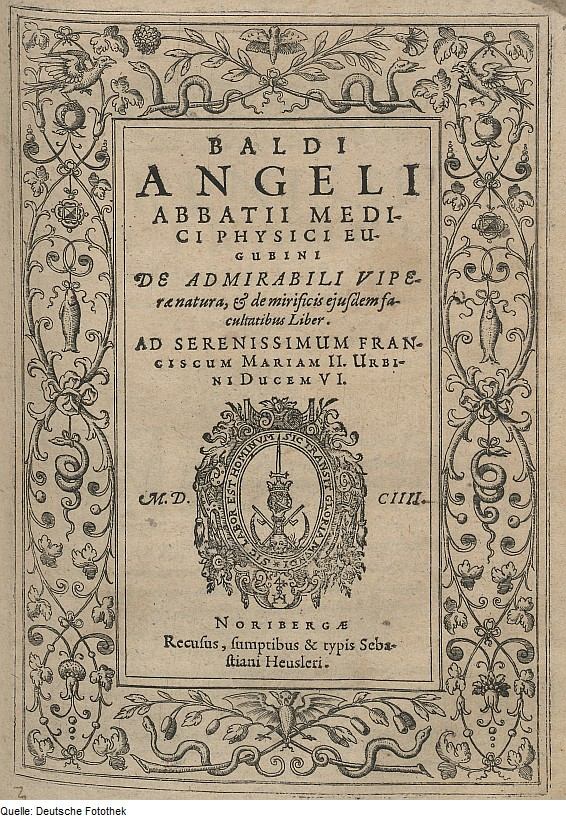
De Admirabili Viperae natura, & de mirificis eiusdem facultatibus Liber, Titelseite der Ausgabe von 1603

Baldo Angelo Abati (oder … Abbati), latinisiert Baldus Angelus (Abbatius) (* in Gubbio), war ein italienischer Mediziner. Er lebte in der zweiten Hälfte des 16. Jahrhunderts.
Baldo Angelo Abatis Buch De admirabili viperae natura et de mirificis eiusdem facultatibus liber (erschienen 1589 in Urbino) war eines der ersten Bücher über Schlangen. Es war Francesco Maria II. della Rovere, dem 6. Herzog von Urbino, gewidmet. Eine zweite Ausgabe erschien 1591 in Urbino, eine weitere 1603 in Nürnberg. Letztere erlebte bis 1660 ebenfalls zwei Auflagen. Fünf der 32 Buchkapitel befassen sich mit Wirkungen und medizinischen Anwendungsmöglichkeiten der Schlangengifte. In Kapitel 14 zählt Abati, der eine Klapperschlange seziert hatte, die essbaren Teile der Schlange auf und liefert Informationen über verschiedene Zubereitungsarten des Schlangenfleischs.

## Werke
- De admirabili viperae natura, et de mirificis eiusdem facultatibus liber; Urbino; 1589
- Opus discussarum concertationum praeclarum, de rebus, verbis, et sententiis controversis, ex omnibus fere scriptoribus, libri XV; Pesaro; 1594
- De admirabili viperae natura & de mirificis ejusdem facultatibus liber. Broun, Den Haag 1660. (Digitalisierte Ausgabe der Universitäts- und Landesbibliothek Düsseldorf)